# Корибут (герб)
Корибут (пол. Korybut) — польско-литвинский дворянский герб.

## Описание герба
В поле червлёном золотой полумесяц, рогами вниз обращённый. Под ним золотая звезда о шести концах, а над полумесяцем крест с концами перекрещенными. Над гербом княжеская митра подбитая мантией горностаевой.
Знамя это употреблял сын Ольгерда Гедиминовича Корибут, и от него герб этот перешёл к фамилиям, считавшим себя его потомками: князьям Збаражским, Вишневецким, Воронецким и Порыцким.

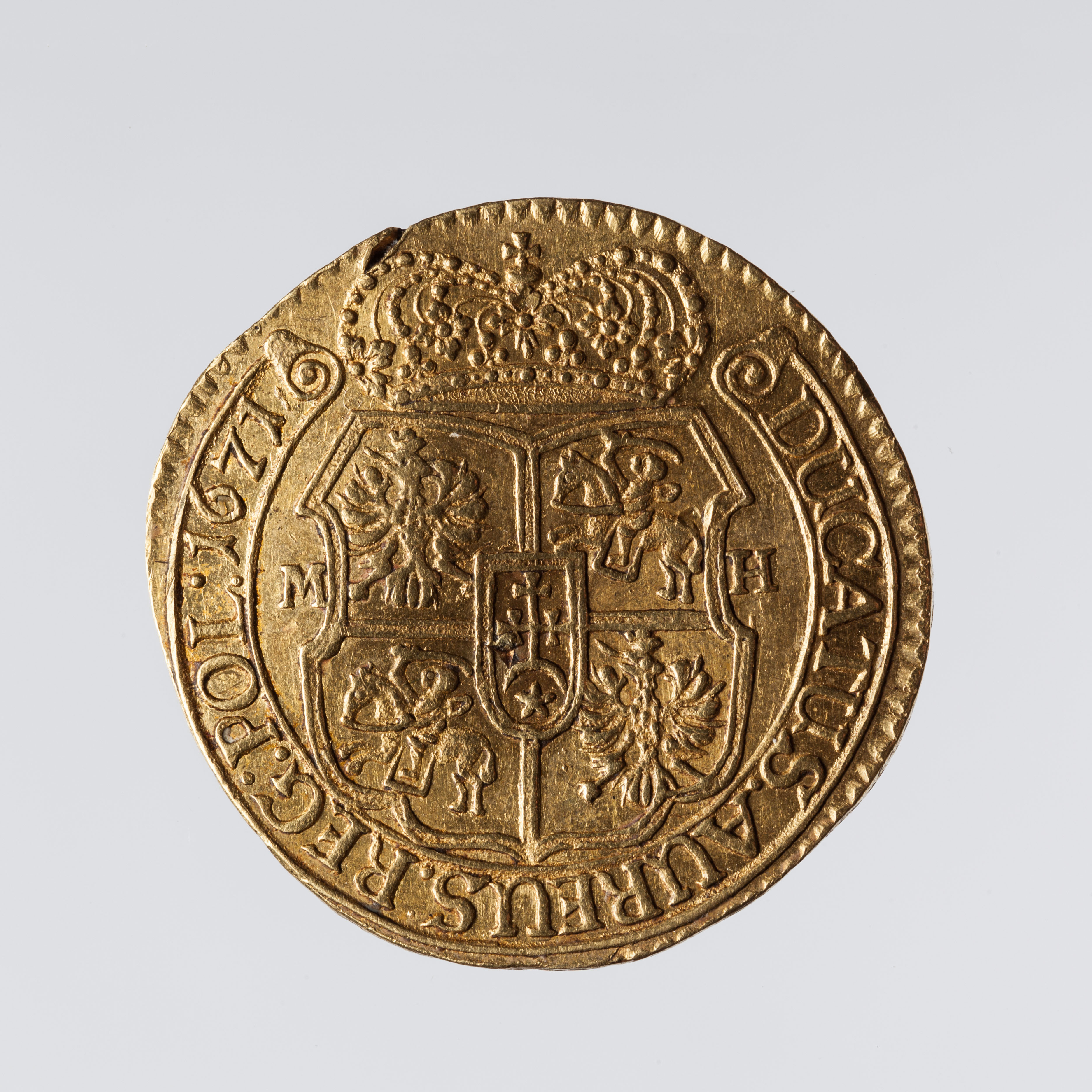
2 дуката 1671 г.

Во время нахождения на троне Речи Посполитой Михаила Вишневецкого (1669—1673) — герб «Корибут» употреблялся в государственной символике.
Герб «Корибут» изображен вместе с гербом Радзивиллов «Трубы» на главном фасаде Несвижского дворца (Н. Х. Радзивилл Сиротка был женат на Э. Е. Вишневецкой).

## Список родов герба Корибут
| Корибут |
| --- |
| Дашкевичи · Дашко · Лагишинские · князья Порыцкие · Солтан · Вишнёвецкие · Вишневецкие · Воронецкие · Воронецкие · Воронецкие из Збаража · Збаражские · Здановичи · Жерницкие. |